# Ganschhorn
Een Ganschhorn (ook: Gansch-Horn) is een model trompet.
De Ganschhorn lijkt op een gewone trompet, maar heeft draaiventielen in plaats van de gebruikelijke pompventielen (Perinetventiel).
Typerend voor dit model trompet is de bocht halverwege de bekersectie, die naar beneden loopt voor de ventielsectie en vervolgens weer omhoog na de ventielsectie. Dit is niet alleen voor optisch effect zo gemaakt, maar is ook een praktische noodzaak om ruimte voor de ventielen te geven en deze te kunnen reinigen.
De Ganschhorn werd ontwikkeld door de instrumentbouwers Bernhard Zirnbauer en Robert Schagerl in samenwerking met Thomas- en Hans Gansch.
Het instrument combineert de lichte bediening van de draaiventielen met de ergonomische vorm van het gewone trompetmodel. ook is het gebruik van dempers makkelijker, omdat de Ganschhorn korter gebouwd is dan gewone trompetten, mede door de bocht in de bekersectie.